# Pulmonaria filarczkyana
Pulmonaria filarczkyana là loài thực vật có hoa trong họ Mồ hôi. Loài này được Javorka miêu tả khoa học đầu tiên năm 1916.